# Constance Bernström
Constance Bernström var en svensk tecknare verksam under 1800-talet.
Bernström var utbildad landskapstecknare och medverkade i framställningen av ett flertal litografiska planschverk. Hennes interiörbild från Axmars järnverk från 1864 räknas som en av de värdefullaste arbetsbilderna från 1800-talets järnindustri.